# Монтекастрили
Монтекастрѝли (на италиански: Montecastrilli) е градче и община в Централна Италия, провинция Терни, регион Умбрия. Разположено е на 391 m надморска височина. Населението на общината е 5307 души (към 2010 г.).